# Johan Adolf Welander
Johan Adolf Welander, född 1757, död 18 april 1804 i Stockholm var ett svenskt kommerseråd. Begravd 28 april 1804 vid Björnlunda kyrka, Sörmland. Ägare till Elghammars säteri i Björnlunda socken. Testamenterade ansenliga summor till välgörande ändamål så som hushållningssällskap och socknens barn. Björnlunda skola bär Welanders namn och det äldre skolhuset, nu matsal uppfördes tack vare Welanders testamenterade medel. Skolan stod klar 1826, 16 år innan det stadgades om allmän folkskola.